# 닐스 로베르트 아브 우르신
닐스 로베르트 아브 우르신(Nils Robert af Ursin: 1854년 4월 18일-1936년 5월 8일)은 핀란드의 교육자, 정치인이다. 1891년-1900년과 1904년-1905년 핀란드 국회 의원을, 1907년-1908년 핀란드 의회 의원을 역임했다. 핀란드 사회주의 운동의 선구자로서 핀란드 노동계에 사회주의 이념을 전파한 영향력이 지대하다.
고대 로마의 군사사에 관한 논문으로 박사학위를 받고 비푸리 및 투르쿠에서 교사 생활을 했다. 원래 청년 핀란드당에서 활동했으나 점차 사회주의로 기울어 1899년 다른 사람들과 함께 핀란드 노동당(핀란드 사회민주당의 전신)을 창당하고 1900년까지 당의 초대 총재를 지냈다. 1886년 비푸리 노동자협회 설립 발기인으로 참여했고, 1891년에서 1900년 사이에 투르쿠 노동자협회 협회장을 지냈다. 1905년 총파업으로 의회개혁이 이루어지자 1907년 초대 의회에 의원으로 당선되었다. 지역구는 해메 북부 선거구였다. 1908년 선거에서는 재선에 도전하지 않았다.
1918년 핀란드 내전 당시 적핀란드 측에 섰다가 내전에서 패배한 뒤 소비에트 러시아로 망명했다. 1918년 8월 29일 모스크바에서 핀란드 공산당이 창당되었을 때, 러시아로 망명한 적핀란드 인사들은 대부분 여기 참여했지만 우르신은 참여치 않았다. 우르신은 1920년 러시아를 떠나 스웨덴으로 갔다가 1922년 핀란드로 귀국했다.

## 참고 자료
- “Eduskunta - kansanedustajat”. eduskunta.fi. 2014년 10월 22일에 확인함.[깨진 링크(과거 내용 찾기)]

| 전임 (신설) | 제1대 핀란드 노동당 주석 1901년 7월 20일-1903년 8월 17일 | 후임 카를 프레드릭 헬스텐 |